# Ariobarzanes III của Cappadocia
Ariobarzanes III, tên họ là Eusebes Philorhomaios, "Hiếu thảo và Người bạn của người La Mã" (tiếng Hy Lạp cổ: Ἀριοβαρζάνης Εὐσεβής Φιλορώμαιος, Ariobarzánēs Eusebḗs Philorōmaíos), là vua của vương quốc Cappadocia từ khoảng năm 51 TCN tới tận năm 42 TCN.
Ông là người có huyết thống Ba Tư và Hy Lạp. Viện nguyên lão La Mã đã đồng ý rằng ông có thể kế vị người cha của mình, Ariobarzanes II của Cappadocia; Cicero, vị tổng đốc La Mã của Cilicia, đã ghi lại rằng ông bị vây quanh bởi kẻ thù mà gồm cả người mẹ của mình, Athenais.
Ban đầu ông là một người ủng hộ nhiệt thành cho Pompeius bất chấp phí tổn, sau khi Julius Caesar giành chiến thắng trong cuộc nội chiến ở Rome, ông vẫn giữ được ngai vàng của mình và thậm chí còn giành được thêm vùng đất Tiểu Armenia. Cassius Longinus đã hành quyết ông vào năm 42 TCN bởi vì ông không cho phép người La Mã can thiệp sâu hơn nữa vào vương quốc của mình. Em trai của ông là Ariarathes X của Cappadocia.